# Ostrovu (okręg Prahova)
Ostrovu – wieś w Rumunii, w okręgu Prahova, w gminie Aluniș. W 2011 roku liczyła 1052 mieszkańców.